# 5 Wileńska Dywizja Piechoty
5 Wileńska Dywizja Piechoty (5 DP) – wielka jednostka piechoty Polskich Sił Zbrojnych.
Dywizja była formowana od 15 września 1941 r. w Tatiszczewie koło Saratowa, w składzie Armii Polskiej w ZSRR. Dywizja pod dowództwem gen. bryg. Mieczysława Boruty-Spiechowicza, jako pierwsza otrzymała broń i od 29 września przystąpiła do szkolenia z bronią i sprzętem. Od lutego 1942 roku stacjonowała w rejonie Dżalalabadu w Kirgizji. Od początku formowania Armii Polskiej w ZSRR władze sowieckie żądały jak najszybszego wysłania na front pojedynczych dywizji, m.in. w lutym 1942 – 5 DP, na co nie zgodziło się polskie dowództwo. W sierpniu 1942 ewakuowała się wraz z innymi oddziałami polskimi do Iranu.

## 5 Dywizja Piechoty w składzie PSZ w ZSRR

### Formowanie dywizji w Tatiszczewie

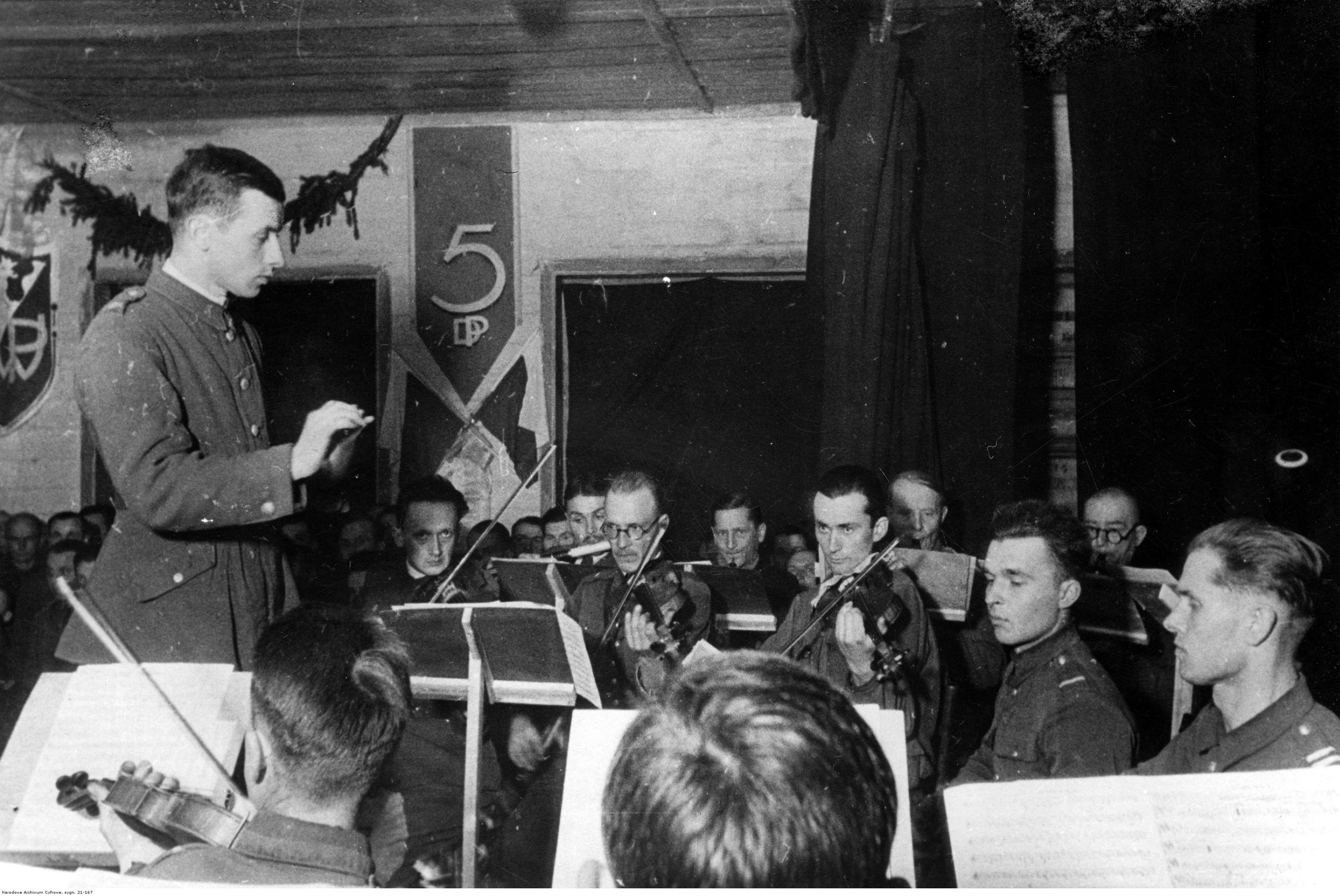
Orkiestra 5 DP podczas koncertu. ZSRR, rok 1941 lub 1942

27 sierpnia 1941 w gmachu Ambasady RP Moskwie, w czasie odprawy oficerów powołanych do służby na dowódcę nowo formowanej 5 Dywizji Piechoty wyznaczony został gen. bryg. Mieczysław Boruta-Spiechowicz. Zastępcą został płk dypl. Jerzy Grobicki, a szefem sztabu ppłk dypl. Zygmunt Berling. 31 sierpnia dowództwo dywizji wyjechało do Tatiszczewa. 6 września gen. Anders wydał pierwsze wytyczne organizacyjne dla tworzących się oddziałów. Na ich podstawie organizacja 5 Dywizji Piechoty oparta została na wojennych etatach dywizji sowieckich. Miała liczyć 686 oficerów i 10874 szeregowych.
13 września 1941 roku dowódca dywizji wydał rozkaz organizacyjny nr 1 w którym, informował, że dniem tym dywizja otrzymała nazwę 5 Dywizja Piechoty i nr 2 ustalający obsadę dowódczą dywizji.
15 września 1941 o 18:00 dowódca Armii w obecności generałów Zygmunta Bogusza-Szyszko i Boruty-Spiechowicza dokonał przeglądu oddziałów. Data ta jest uznawana jako dzień powstania dywizji.
Pod koniec września dywizja dostała pierwsze egzemplarze uzbrojenia produkcji sowieckiej. Były to jednak ilości dalece niewystarczające. Zamiast karabinów automatycznych dywizja otrzymała karabiny powtarzalne, brakowało dział, moździerzy i karabinów przeciwlotniczych. Brakowało też środków transportowych. Żołnierze nosili stare mundury łotewskie, litewskie, estońskie, rumuńskie, fińskie, węgierskie i amerykańskie. Mimo braków w wyposażeniu 22 września rozpoczęto programowe szkolenie.
Stan dywizji na dzień 19 października wynosił 455 oficerów (etat: 678), 2579 podoficerów (etat: 1840) i 5440 szeregowych (etat: 8994). W Ośrodku Zapasowym znajdowało się 136 oficerów i 941 podoficerów i 2536 szeregowych. Stanowiło to wystarczającą liczbę do uzupełnienia oddziałów do stanu przewidzianego etatem. Brakowało jednak oficerów.
14 grudnia dywizję wizytował Wódz Naczelny gen. Władysław Sikorski. Tuż przed Bożym Narodzeniem żołnierze przemundurowani zostali w brytyjskie uniformy. Otrzymali ciepłe płaszcze, wełniane skarpety, ciepłą bieliznę, koce, tornistry i chlebaki.

### Szkolenie dywizji w Kirgizji
W czasie wizyty gen. Sikorskiego w Moskwie ustalono o przesunięciu formowanych jednostek do środkowoazjatyckich republik ZSRR. Rozkaz organizacyjny dowódcy PSZ w ZSRR z 5 stycznia 1942 nakazywał 5 DP przegrupować się do Dżałał-Abad w Kirgizji. Pierwsze transporty kolejowe odprawiono 20 stycznia. Ostatni przybył do Dżałał-Abadu 8 lutego. W Tatiszczewie pozostało 32 oficerów, 1100 szeregowych i 320 osób cywilnych chorych na tyfus. W Kirgizji oddziały zostały rozlokowane w sposób następujący: dowództwo i oddziały dywizyjne stacjonowały w Dżałał-Abad, 13. i 14 pp w rejonie wsi Błagowieszczanka, 15 pp w rejonie wsi Suzak, 5 pułk artylerii w pobliżu Dżałał-Abad. Żołnierze zakwaterowani zostali częściowo w namiotach, częściowo w budynkach gospodarczych. Dowództwa zajęły lokale miejscowych klubów. Na 15 lutego stan dywizji wynosił 633 oficerów, 3509 podoficerów, 7405 szeregowych.1220 ochotniczek PSK i 4 urzędników cywilnych.
Warunki zakwaterowania były korzystniejsze niż w Tatiszczewie. Jednak cieplejszy, ale malaryczny klimat powodował wśród żołnierzy epidemie żółtaczki i dyzenterii, a zwłaszcza malarii, które zaczęły dziesiątkować szeregi wojska. W końcu lutego przeprowadzono obserwowane przez grupę sowieckich oficerów ćwiczenia dywizyjne. Wyszkolenie poszczególnych oddziałów oceniono na ocenę dobrą. Uznano, że dywizja jest dobrze wyszkolona i przygotowana do działań bojowych. W połowie marca 1942 5 Dywizja osiągnęła pełny stan etatowy, a nawet go przekroczyła. Zorganizowano nawet jednostki pozaetatowe. Były to: pułk artylerii przeciwlotniczej, pułk artylerii przeciwpancernej, szpital wojenny w Dżałał-Abad, szkoła podoficerska i szefostwo służby samochodowej.
W tej sytuacji władze sowieckie zaproponowały wysłanie dywizji na front. Dowództwo polskie stanowczo odmówiło. Zdaniem gen Andersa: „użycie jednej dywizji na froncie nie da żadnego efektu taktycznego i politycznego”.

### Organizacja dywizji według etatów radzieckich
Organizacja i obsada personalna dywizji w grudniu 1941 roku
- Dowództwo 5 Dywizji Piechoty
- dowódca dywizji – gen. bryg. Mieczysław Boruta-Spiechowicz

- zastępca dowódcy dywizji – płk Maksymilian Marszałek

- 13 pułk piechoty – ppłk piech. Nikodem Sulik
- 14 pułk piechoty – ppłk piech. Kazimierz Marian Dudziński
- 15 pułk piechoty – ppłk dypl. piech. Antoni Szymański
- 5 Wileński pułk artylerii lekkiej – ppłk dypl. art. Tadeusz Sheybal
- 5 dywizjon artylerii przeciwlotniczej – mjr Zygmunt Dobrowolski
- 5 dywizjon kawalerii – mjr kaw. Kazimierz Choroszewski
- 5 batalion saperów – kpt. Adam Frydal
- 5 batalion łączności – kpt. Tadeusz Dąbrowicki
- 5 batalion sanitarny – mjr lek. dr Stanisław Czynciel
- sąd polowy
- ośrodek zapasowy 5 DP – ppłk dypl. piech. Marian Morawski
- kompania lotników i marynarzy

Poza strukturą dywizji funkcjonowała:
- Komenda Garnizonu Tatiszczewo – płk piech. Bronisław Adamowicz
- Komenda Uzupełnień nr 2 – mjr piech. Józef Jakubowski

## 5 Dywizja Piechoty w składzie Armii Polskiej na Wschodzie

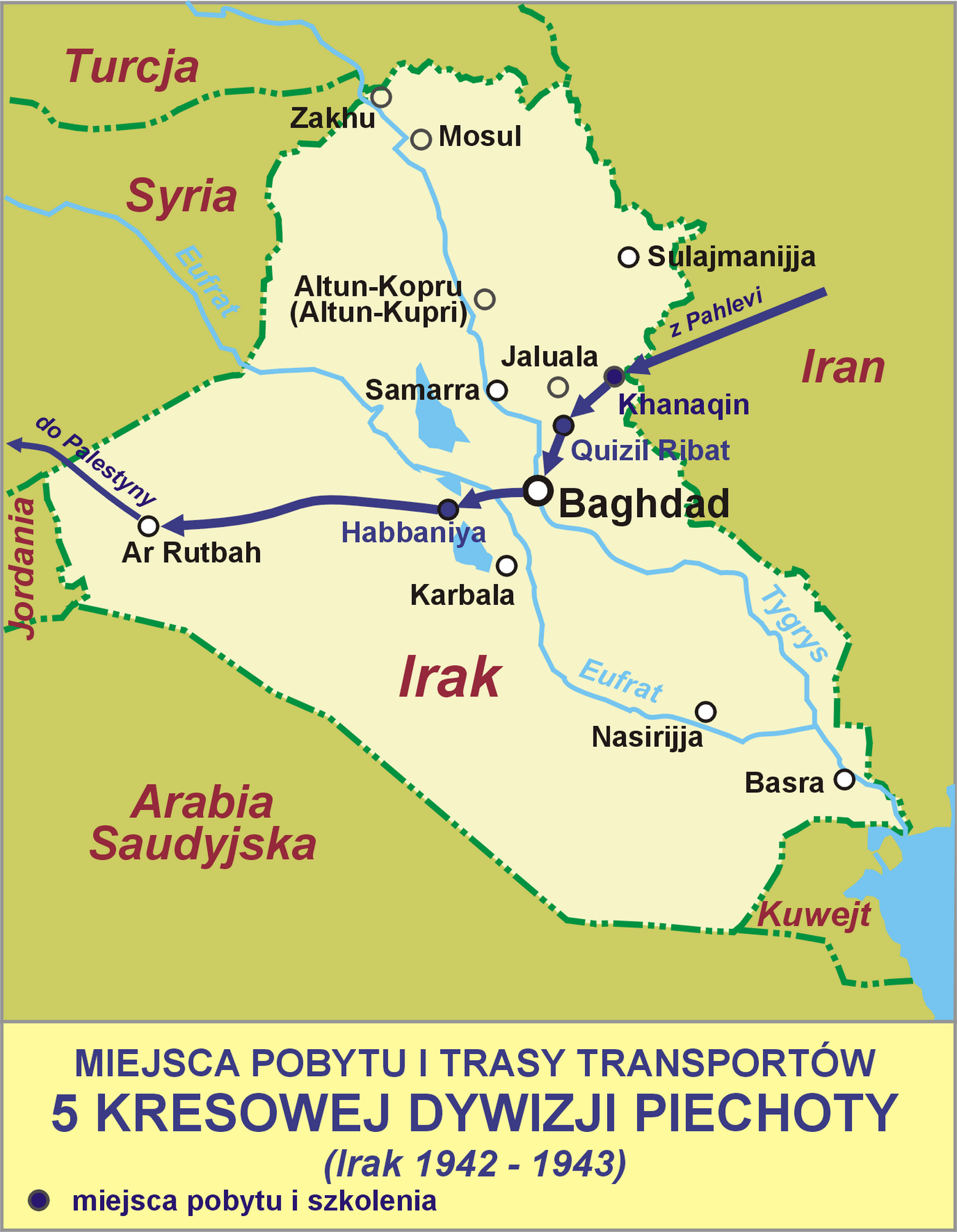

Braki wyposażenia, wyżywienia oraz złe warunki bytowe spowodowały podjęcie decyzji o ewakuacji żołnierzy Wojska Polskiego na Środkowy Wschód. W pierwszej partii wyjechało z 5 DP 28 oficerów, 300 szeregowych, 65 ochotniczek PSK i 1500 cywilów. 5 sierpnia 1942 z oddziałów dywizji rozpoczęto wysyłanie kolejnych transportów. Ostatni transport, noszący numer 546, wyjechał 21 sierpnia. Transportami kolejowymi przez Samarkandę i Aszchabad dywizja przegrupowała się do Krasnowodzka. Stamtąd statkami przez Morze Kaspijskie przypłynęła do Pahlavi w Iranie. Pierwsze dni w Iranie wykorzystano na odpoczynek i przemundurowanie. Po tygodniu 5 Dywizja, została przetransportowana do Iraku, do obozu w Chanakin. Tu rozpoczęła się reorganizacja dywizji.
12 września gen. Sikorski specjalnym rozkazem zatwierdził nową organizację wojska. Dla całości wojska na Środkowym Wschodzie ustalona została nazwa „Armia Polska na Wschodzie”. 5 Wileńska Dywizja Piechoty miała stanowić jej część. Po reorganizacji na wzór brytyjski miała posiadać dwie brygady piechoty, po trzy bataliony oraz jednostki dywizyjne: pułk rozpoznawczy, trzy pułki artylerii lekkiej, pułk artylerii przeciwpancernej, pułk artylerii przeciwlotniczej lekkiej, batalion ckm, trzy kompanie saperów oraz inne służby dywizyjne.
W październiku i listopadzie w oddziałach dywizji trwały prace związane z reorganizacją. Pułki zostały rozwiązane, w ich miejsce utworzono dwie brygady, każda po trzy bataliony.

### Organizacja dywizji w okresie od X 1942 do III 1943
- Dowództwo 5 Wileńskiej Dywizji Piechoty
- 3 Brygada Strzelców
- 4 Brygada Strzelców
- 4 pułk artylerii lekkiej
- 5 Wileński pułk artylerii lekkiej
- 8 pułk artylerii lekkiej (APW)
- 5 pułk artylerii przeciwpancernej
- 5 pułk artylerii przeciwlotniczej lekkiej

W marcu 1943 przeprowadzono kolejną reorganizację. Choroby, niezdolność do służby po przeżyciach w Rosji, odsyłanie specjalistów technicznych do Wielkiej Brytanii powodowały stałe zmniejszające się stanów osobowych dywizji. Rozwiązano 6 Lwowska Dywizję Piechoty, a jej oddziały utworzyły 6 Lwowską Brygadę Piechoty. Oddziały 5 wileńskiej dywizji utworzyły 5 Wileńską Brygadę Piechoty. Obie te brygady i pozostałe jednostki dywizyjne utworzyły 5 Kresową Dywizję Piechoty.

## Obsada personalna Dowództwa 5 Wileńskiej Dywizji Piechoty
Dowódcy:
- gen. bryg. Mieczysław Boruta-Spiechowicz (9 IX 1941 – 29 III 1942[11])
- gen. bryg. Bronisław Rakowski (7 IV – 22 IX 1942)[12]
- p.o. płk Nikodem Sulik (22 IX – 10 X 1942)[12]
- gen. bryg. Zygmunt Bohusz-Szyszko (od 10 X 1942 – 12 III 1943)[12]

Zastępcy dowódcy:
- płk dypl. Jerzy Grobicki (13 IX – 20 XI 1941[13])
- płk Maksymilian Marszałek (21 XI 1941 – 23 IX 1942)[14]
- płk Nikodem Sulik (od 23 IX 1942 – 12 III 1943)[12]

Szefowie sztabu:
- ppłk dypl. Zygmunt Berling –  (13 IX 1941 – 22 II 1942[15])
- mjr dypl. Edward Downarowicz (22 II 1941[15])
- ppłk dypl. Antoni Szymański
- ppłk dypl. Wilhelm Leśniak-Wilk[14]